# José Luis Aramburu Topete
José Luis Aramburu Topete (Huelva, 23 de juliol de 1918 – Majadahonda, Madrid, 13 de gener de 2011) va ser un militar espanyol. Va combatre amb els revoltats en la Guerra Civil, va formar part de la Divisió Blava i va formar part de l'Exèrcit espanyol durant el franquisme. Durant la Transició va ser director general de la Guàrdia Civil i va tractar de sufocar l'intent de cop d'estat del 23 de febrer. Va aconseguir el grau de tinent general.

## Biografia

### Infància i joventut
Va néixer a Huelva, on va romandre fins als tres anys. El seu pare, enginyer de mines, era en aquesta època director de la mina de pirita de la Torerera a Calañas. El pare de José Luis era d'origen basc, mentre que la seva mare era sevillana. Als tres anys, la família al complet es va traslladar a viure a la pròpia mina, en Menes, per la qual cosa Aramburu va compartir el seu temps de jocs amb els fills dels miners. Als deu anys el seu pare va ser traslladat a Càceres, on es va traslladar a viure tota la família. Allí el jove José Luis va començar a estudiar el batxillerat. El 1932, la família es va desplaçar a Catalunya, seguint els trasllats del pare de família. Va ser la professió i activitat professional del seu pare el que li va portar a decidir-se per l'enginyeria de mines, per la qual cosa es va desplaçar a Madrid a estudiar, realitzant el curs d'ingrés en l'escola de Mines.

### Guerra Civil espanyola
En esclatar la Guerra Civil, Aramburu es trobava de vacances amb la família a Catalunya. Va fugir a França i des d'aquí va passar a Lisboa, rumb a la zona controlada pels revoltats, on es va allistar com a voluntari, a l'octubre de 1936. Des de Sevilla va passar al front de Còrdova. Durant la Guerra va estar destinat en els batallons de Sapadors-Minadors núm. 2 i 6 i en el Regiment de Fortificacions núm. 2. Va participar en les batalles de Brunete i Terol (en la qual va resultar ferit), així com en la campanya de Santander i en diverses accions en els fronts d'Astúries, Guadalajara, Lleida, Barcelona i Tarragona. Les missions d'Aramburu van abordar labors de fortificació i reparació de carreteres, acompanyament a carros de combat i suport a contraatacs i destrucció de mines.

### Segona Guerra Mundial
Després de la fi de la Guerra Civil, Aramburu Topete va ingressar a l'Acadèmia d'Enginyers de Burgos, aconseguint l'ingrés en el cos d'Enginyers el 1941. El 1942 es va allistar com a voluntari en la Divisió Blava. Amb el grau de capità d'Enginyers, va obtenir el comandament de la 3° companyia del batalló de Sapadors. Durant la campanya va participar en la batalla de Krasni Bor, durant el setge de Leningrad (febrer de 1943), així com en diverses accions en els sectors de Nóvgorod i Sapolje. Pels seus serveis durant la campanya, va rebre dues condecoracions del règim nazi.

### Destinacions a Espanya
El 1946 va ser destinat al Batalló de Muntanya núm. 42 estacionat en Girona amb el grau de comandant. Dins d'aquest batalló va desenvolupar tasques de fortificació i rehabilitació de carreteres al Pirineu. Va ser ascendit a tinent coronel el 1959. Quatre anys després, el 1963 va rebutjar el nomenament de governador civil de Càceres. El 1970 va ser ascendit a coronel. El 1973 va obtenir el comandament del Regiment Mixt d'Enginyers núm. 9, estacionat al Sàhara Occidental, hi va romandre fins a l'evacuació del territori a la fi de 1975. Aquest any havia estat ascendit a general de Brigada, sent nomenat cap d'Enginyers de la Segona Regió Militar. El 1979 va ser ascendit a general de Divisió. Molt proper al tinent general Manuel Gutiérrez Mellado, ministre de Defensa sota Adolfo Suárez des de 1977, el 1979 va ser nomenat per aquell secretari general de Política de Defensa i de la Junta Nacional de Defensa, romanent en el càrrec quan Gutiérrez Mellado va ocupar poc després al vicepresidència primera i Agustín Rodríguez Sahagún el va succeir com a ministre de Defensa.
El 1980, després de la crisi originada per l'oposició del llavors director general de la Guàrdia Civil, el tinent general Pedro Fontenla Fernández, a la dependència d'aquella del ministeri d'Interior en funcions d'ordre públic, Aramburu Topete el va rellevar al capdavant de Guàrdia Civil. El 1981 va ascendir a tinent general, seguint al capdavant de la Guàrdia Civil fins al seu pas a la reserva el 1983.
Va ser professor de l'Acadèmia General de l'Aire, de Cooperació Aeroterrestre i del CESEDEN.

### Intent de cop d'Estat del 23 de febrer de 1981
El servei més destacat prestat per aquest militar va ser la seva intervenció per posar fi al cop d'estat de 1981, en el qual guàrdies civils colpistes, al capdavant dels quals figurava el tinent coronel Antonio Tejero, van assaltar el Congrés dels Diputats el 23 de febrer de 1981.
Davant l'assalt, es va fer càrrec del comandament del dispositiu organitzat per les Forces i Cossos de Seguretat de l'Estat per posar fi a l'assalt al Congrés dels Diputats. També va acudir a l'interior del recinte per ordenar al tinent coronel Tejero que deposés la seva actitud, sense aconseguir-ho.

### Després del seu pas a la reserva
Després del seu pas a la reserva va ser vicepresident de l'empresa Santa Bárbara de Industrias Militares (1984) o Defensor del Malalt a Majadahonda.

## Condecoracions i premis
Ha estat condecorat en 24 ocasions, destacant una Medalla Militar Col·lectiva, tres Creus de Guerra, quatre Creus Vermelles al Mèrit Militar, una Creu de Guerra amb Palmells, dos Creus de Ferro, una Creu de les Àguiles Alemanyes amb Espases i la Gran Creu de l'Orde d'Isabel la Catòlica. La seva faixa vermella de militar, va ser lliurada en honor de Maria Santíssima de la Victòria (Huelva) per la gran devoció que li tenia el militar.
El 4 de març de 2003 va rebre el segon premi "Enginyer General Zarco del Valle" concedit per l'Acadèmia d'Enginyers "per considerar que ha destacat de forma excepcional per les seves virtuts militars i capacitat professional, prestigi, constant disponibilitat, dedicació i eficàcia en el servei demostrats en les destinacions que ha ocupat en les unitats d'Enginyers".